# Catherine Bearder
Catherine Zena Bearder (Broxbourne, 14 januari 1949) is een Brits politica. Sinds 14 juli 2009 is zij lid van het Europees Parlement namens de Liberal Democrats (ALDE). Zij vertegenwoordigt de regio South East England.
Bearder genoot haar opleiding aan de St Christopher School in Hertfordshire. In 1994 werd ze lid van de graafschapsraad van Cherwell, waar ze tot 1999 deel van zou uitmaken. In 1997 en 2001 was ze kandidaat voor het Lagerhuis namens respectievelijk Banbury en Henley, maar ze wist geen zetel te behalen. Tussen 2003 en 2004 was ze lid van de graafschapsraad van Oxfordshire. In 1999 en 2004 kandideerde ze zich voor het Europees Parlement voor de regio South East England, zonder succes. In 2009 behaalde ze wel een zetel en sloot ze zich aan bij de liberale fractie.
Bij de Europese Parlementsverkiezingen van 2014 verloren de Liberal Democrats tien van hun elf zetels. Bearder was de enige kandidaat die haar zetel wist te behouden en is sindsdien het enige Britse lid van de ALDE-fractie. Op 2 juli 2014 werd ze verkozen als een van de vijf quaestors van het parlement. In die hoedanigheid maakt zij deel uit van het Bureau. Daarnaast is ze lid van de commissies milieubeheer, volksgezondheid en voedselveiligheid en rechten van de vrouw en gendergelijkheid, en plaatsvervangend lid van de commissie ontwikkelingssamenwerking.
Bearder is getrouwd met primatoloog Simon Bearder. Samen hebben ze drie zoons.